# Liste des chefs de l'opposition dans les royaumes du Commonwealth
Cet article présente la liste des chefs de l'opposition dans les royaumes du Commonwealth. Ces quinze États sont des monarchies constitutionnelles, appliquant le système de Westminster. Après chaque élection générale, le chef du principal parti au gouvernement devient Premier ministre, tandis que le chef du principal parti d'opposition devient chef de la loyale opposition de Sa Majesté, couramment appelé « chef de l'opposition officielle ».

## Liste
| État                            | Chef de l'opposition | Chef de l'opposition | Parti                             | Liste   | Députés d'opposition (nombre, chambre basse) | Dernière élection |
| ------------------------------- | -------------------- | -------------------- | --------------------------------- | ------- | -------------------------------------------- | ----------------- |
| Antigua-et-Barbuda              |                      | Jamale Pringle (en)  | Parti progressiste unifié         | (liste) | 6 / 17                                       | 2023              |
| Australie                       |                      | Sussan Ley           | Parti libéral d'Australie         | (liste) | 43 / 151                                     | 2025              |
| Bahamas                         |                      | Michael Pintard (en) | Mouvement national libre          | (liste) | 7 / 39                                       | 2021              |
| Belize                          |                      | Tracy Panton         | Parti démocratique uni            | (liste) | 5 / 31                                       | 2025              |
| Canada                          |                      | Andrew Scheer        | Parti conservateur                | (liste) | 143 / 338                                    | 2025              |
| Grenade                         |                      | Emmalin Pierre (en)  | Nouveau Parti national            | (liste) | 6 / 15                                       | 2022              |
| Jamaïque                        |                      | Mark Golding (en)    | Parti national du peuple          | (liste) | 14 / 63                                      | 2020              |
| Nouvelle-Zélande                |                      | Chris Hipkins        | Parti travailliste                | (liste) | 34 / 123                                     | 2023              |
| Papouasie-Nouvelle-Guinée       |                      | Douglas Tomuriesa    | Congrès national populaire        | (liste) | 16 / 111                                     | 2022              |
| Royaume-Uni                     |                      | Kemi Badenoch        | Parti conservateur                | (liste) | 121 / 650                                    | 2024              |
| Saint-Christophe-et-Niévès      |                      | Mark Brantley (en)   | Mouvement des citoyens conscients | (liste) | 3 / 15                                       | 2022              |
| Sainte-Lucie                    |                      | Allen Chastanet      | Parti uni des travailleurs        | (liste) | 2 / 17                                       | 2021              |
| Saint-Vincent-et-les-Grenadines |                      | Godwin Friday (en)   | Nouveau Parti démocratique        | (liste) | 6 / 21                                       | 2020              |
| Îles Salomon                    |                      | Matthew Wale         | Parti démocrate                   | (liste) | 8 / 50                                       | 2024              |
| Tuvalu                          |                      | Enele Sopoaga        | Indépendant                       | (liste) | 5 / 15                                       | 2024              |